# Streptocephalus vitreus
Streptocephalus vitreus är en kräftdjursart som först beskrevs av Brauer 1877.  Streptocephalus vitreus ingår i släktet Streptocephalus och familjen Streptocephalidae. Inga underarter finns listade i Catalogue of Life.